# 国鉄200形蒸気機関車

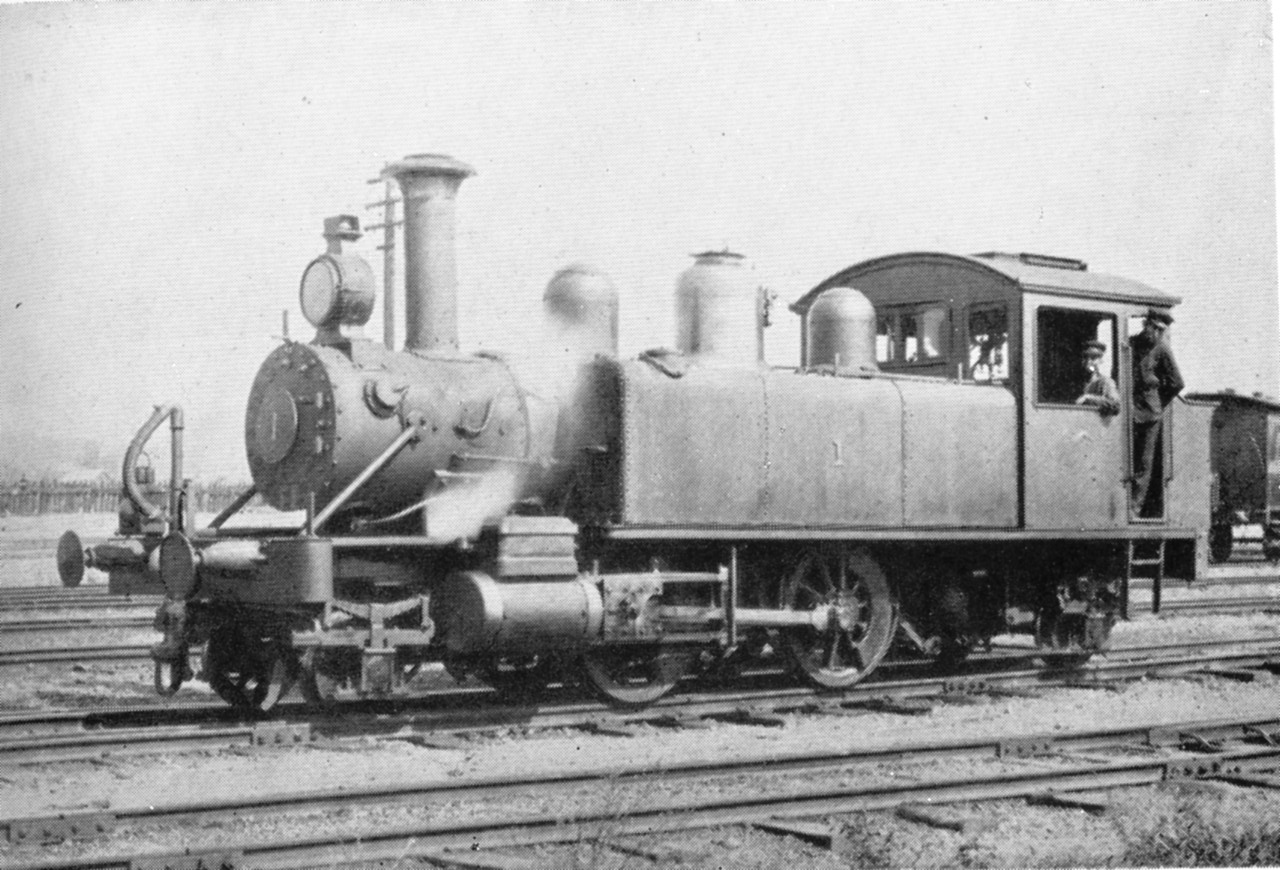
山陽鉄道 1（後の鉄道院 200）

200形は、かつて日本国有鉄道の前身である鉄道院に在籍したタンク式蒸気機関車である。

## 概要
もとは、1896年（明治29年）に、播但鉄道がアメリカ合衆国のボールドウィン・ロコモティブ・ワークス社から2両を輸入したもので、1903年（明治36年）の山陽鉄道への事業譲渡・編入を経て、1906年（明治39年）の鉄道国有法による買収により官設鉄道籍を得たものである。
車軸配置2-4-2(1B1)、2気筒単式、飽和式の小型タンク機関車である。先輪・従輪はビッセル式先台車で支持され、軸箱・軸バネは車輪の外側に露出している、日本の蒸気機関車の一軸台車では珍しい構造であった。
ボールドウィンにおける規格番号は8-18 1/4Cで、製造番号は14665, 14666である。播但鉄道ではL2形（4, 5）と付番されたが、山陽鉄道では21形となり、番号は空番となっていた1, 2の2代目とされた。国有化後はしばらく山陽鉄道時代の形式番号のまま使用されたが、1909年（明治42年）の鉄道院車両称号規定の制定により、200形（200, 201）と改められた。
播但鉄道から山陽鉄道時代にかけては、主に姫路で入換用に使用されていたが、国有化後に多度津に移された。1917年（大正6年）10月に東野鉄道に建設・開業用として払下げられ、A形（1, 2）となった。ここでは、輸送実態に合致して長期間にわたり愛用され、2は1961年（昭和36年）のディーゼル機関車導入により余剰となり、廃車解体されたが、1は路線が廃止となった1968年（昭和43年）まで予備車として在籍し、ファンにもおなじみの存在であった。

## 主要諸元
- 全長 : 8,788mm
- 全高 : 3,327mm
- 軌間 : 1,067mm
- 車軸配置 : 2-4-2(1B1)
- 動輪直径 : 1,067mm
- 弁装置 : スチーブンソン式アメリカ型
- シリンダー（直径×行程） : 305mm×457mm
- ボイラー圧力 : 9.1kg/cm2
- 火格子面積 : 0.89m2
- 全伝熱面積 : 36.4m2
  - 煙管蒸発伝熱面積 : 33.0m2
  - 火室蒸発伝熱面積 : 3.4m2
- 小煙管（直径×長サ×数） : 31.8mm×2,781mm×85本
- 機関車運転整備重量 : 27.17t
- 機関車空車重量 : 21.54t
- 機関車動輪上重量（運転整備時） : 18.12t
- 機関車動輪軸重（第2動輪上） : 11.37t
- 水タンク容量 : 2.35m3
- 燃料積載量 : 1.22t
- 機関車性能
  - シリンダ引張力（0.85P）: 3,020kg
- ブレーキ装置 : 蒸気ブレーキ（カム・ドライバー・ブレーキ）→手ブレーキ、蒸気ブレーキ